# Църнолева
Църнолева е планина в Централно Косово разделяща Косово поле от Метохия. Църнолева е средищен хидрографски възел на Балканите, тъй като планината е вододелен район на три морета – Черно, Бяло и Синьо море.
Планината е продълговата по форма и е разположена в посока север – юг между долините на три реки – Дреница на изток и Мируша и Топлига на запад. Най-високите върхове са Топила (1177 m) и Кореник (1142 m), а хидрографски център на Балканите е Дръманска глава (926 m). През планината минава пътя от Феризово за Призрен, следвайки долината на Църнолева река.
Църнолева е планина богата на природни изкопаеми. Тук се намират находища на хром, магнезит и въглища.
Реките извиращи от планината Дреница, Топила и Църнолева се оттичат чрез Ситница, Ибър, Западна Морава, Велика Морава и Дунав в Черно море. Неродимка посредством Лепенац и Вардар се оттича към Бяло море, а водите на Баня, Мируша и Топлига чрез Бели Дрин и Дрин поемат към Адриатика.
Населени места в района на Църнолева са Щимле, Суха река, Блаце, Баня, Малишево на запад, Лапушник и Коморане на север и Царалево на изток.